# カレッジタウン
カレッジタウン、ないし、カレッジタウン八王子（カレッジタウンはちおうじ）は、東京都八王子市大和田町にある、バブル期の1988年に開業した、豪華で大規模な学生マンション。
当初は、ワンルームから2K、面積にしておよそ17 平方メートルから27平方メートルの625室で開業し、施設内にはレストラン、レンタルショップ、アルバイト紹介所、クリーニング店、ビジネススクールなどが備えられていた。1号棟と2号棟は地上10階、地下3階建て、3号棟は地上5階、地下1階建てで、いずれの棟も中庭をもち平面図にすると「8」ないし「∞」が連なる形をしているが、これは「学生の可能性を表現した」ものとされる。2017年時点では、3棟のべ723戸があり、ランドリールーム、レストラン、学習室、図書室、防音室などが共用施設として備えられている。

## 沿革
総工費200億円といわれ、1987年11月25日に竣工したカレッジタウンは、不動産会社ライベックスが、所有権を小口に分割して販売し、購入額の年5%ほどのリース料を保証するという「オーナーズシステム」と称する仕組みで運営していた。3棟の建物は、当時はA棟、B棟、C棟と称されており、1992年の時点では、A棟の一部が研修用宿泊施設となっており、残りの部分にのべ625戸のワンルームがあったとされる。
1992年4月にライベックスが破綻すると、オーナーたちへのリース料の支払いが停止し、また、入居者から集金されていた公共料金の預かり金も管理会社が流用して失われ、電話、水道、電気、ガスの供給停止が予告される事態が生じた。オーナーたちは自主管理を目指して管理組合を結成したが、ライベックスに融資していたと称し、管理権を引き継いだと主張するカレッジ・タウン社との間で対立が起き、10月には部屋の明け渡しなどを求める訴訟が提起され、対立の中で管理会社がオーナー側に料金を支払っていた学生の部屋の電話を止めるといった事態も生じた。こうした状況の中で、入居者の退去が続き、建物は「ゴーストタウンのようになった」という。
一連の裁判では、1994年11月にC棟についてオーナー側勝訴の判決が出た。以降、オーナー側は一連の裁判に勝訴して管理会社の不法占拠を排除し、ようやく1997年に入居募集を再開した。2000年には、新カレッジタウン管理組合法人によって、この間の経緯をまとめた書籍『カレッジタウン八王子 不動産金融商品の神話と現実―「夢」をとりもどした人たちの記録』が刊行された。管理組合結成から10周年となった2002年の時点までに、入居率約95%と高い水準を回復した。2003年には新カレッジタウン管理組合を母体として、NPO法人マンション・留学生・わいわいコムネット八王子が設立され、マンションに関する相談にあたったり、地域交流行事などに取り組んでいる。

## 関連文献
- 新カレッジタウン管理組合法人 著（鳥生忠佑 監修）『不動産金融商品の神話と現実：カレッジタウン八王子：「夢」をとりもどした人たちの記録』恵友社、2000年
- 「新カレッジタウン管理組合法人」設立一五周年記念本編集委員会『生きているカレッジタウン』新カレッジタウン管理組合法人、2009年